# カラーボール野球
カラーボール野球（カラーボールやきゅう）は、野球を元にした球技である。
普通の小学生が放課後に友達と楽しんでいる「野球遊び」がベースとなっており、狭い敷地で少ない人数でも安全・安価に行なえるよう工夫されており、三角ベースに似る。
さまざまなローカルルールもあるが、ここでは日本カラーボール野球リーグの公式ルールを基準とする。

## 用具
野球と同じく、ボールとバットを使う。
バット
市販のプラスチックのバット。
ボール
市販のゴム製ボール。径は75ミリ程度。野球のボールより変化球を投げやすい。
グローブ
使用は自由。
ベース
手作りでOK。ホームの幅は野球と同じ43.2センチ。一塁・二塁は厳密には定められていないが、野球の38センチが参考に挙げられている。一塁はダブルベース（2枚並べる）とする（一塁手とランナーの接触を避けるため）。

## 競技場
- 塁は本塁、一塁、二塁。三塁はない。(ローカルルールでは、チーム人数が多ければ3塁まで設ける場合もある)
- 本塁・一塁間、本塁・二塁間は20メートル、一塁・二塁間は24メートル。正三角形ではない。なお野球では約27.43メートル（90フィート）である。
- 投球距離は12メートル。なお野球では約18.44メートル（60フィート6インチ）である。

## 主なルール
- 1チーム5人。ピッチャー、キャッチャー、一塁手、二塁手、外野手（ショートを兼ねる）。
- 指名打者（DH）を6人目の打者として出場させることができる。DHはポジションの一つとして考え、他のポジションとの交代も可能である。
- 3アウト交代、5イニングで試合終了。
- 透明ランナー制はない（ローカルルールではしばしば採用される）。